# Kari (måne)
Kari  är en av Saturnus månar. Den upptäcktes av Scott S. Sheppard, David C. Jewitt, Jan Kleyna och Brian G. Marsden, och gavs den tillfälliga beteckningen S/2006 S 2. Den heter också Saturn XLV.
Kari är 7 kilometer i diameter och har ett genomsnittligt avstånd på 22 305 100 kilometer från Saturnus. Den har en lutning på 148,4° till ekliptikan (151,5° till Saturnus ekvator) i en retrograd riktning och med en excentricitet på 0,3405. 
Omloppstiden har beräknats till 7 timmar och 42 minuter.